# جزیره سینت مارگارت
جزیره سینت مارگارت (انگلیسی: Saint Margaret Island) از جزایر استرالیا است. این جزیره در خور کرنر در منطقهٔ گیپسلند ایالت ویکتوریا واقع شده است. جزیره سینت مارگارت در شرقی‌ترین نقطه پارک دریایی و ساحلی نورامونگا و در نزدیکی ساحل ناینتی بیچ قرار گرفته است.